# 塔沃加區
8°48′N 79°33′W / 8.800°N 79.550°W
塔沃加區（西班牙語：Distrito de Taboga），是巴拿馬的一個行政區，位於該國中東部，由巴拿馬省負責管轄，面積12.1平方公里，2010年普查人口總數為1,402人，該區人口密度每平方公里115.87人。